# Famobil
Famobil (pronunciï's amb accent en l'«o», fa-mò-bil) va ser la marca de la companyia de joguets espanyola Famosa, que tenia la llicència de la marca alemanya Playmobil per a fabricar i distribuir els seus productes a Espanya i Portugal entre els anys 1976 i 1983. El seu nom emprava les dues primeres síl·labes de "Famosa" i les dues últimes de "Playmobil".
A partir de juny de 1983, es va fundar Playmobil Ibèrica i Playmobil va passar a fabricar i distribuir directament els seus productes a Espanya. La fàbrica de Famobil, que es trobava a Onil (Alacant), va passar a ser propietat de Playmobil i en aquest lloc es va establir la seu de Playmobil Ibèrica S.A.O. Segons dades de gener de 2010, Playmobil Ibérica és una de les principals delegacions de la signatura alemanya, per a la qual fabrica 15 referències de joguines. La seva producció està, segons les estadístiques, entre el 7% i el 15% de la producció mundial.

## Diferències entre Famobil i Playmobil
Famobil va batejar els seus ninots amb el nom «clic» per als ninots homes i «clack» per a les dones (si bé aquest últim mai va ser molt popular). En els productes originals de Playmobil es denominaven indistintament «klicky». El nom de "clic" va ser utilitzat tant en les caixes com en catàlegs i publicitat de l'època, popularitzant la joguina amb el nom "Clics de Famobil", cosa que explica que amb el canvi de Famobil a Playmobil es continués utilitzant l'expressió "Clics de Playmobil". En 1981, quan Playmobil va evolucionar i van aparèixer les primeres figures de nens, en les caixes venia indicat que contenien "miniclicks" i "miniclacks".
En les peces de Famobil és freqüent trobar gravat el logotip de Famobil (un cercle dividit en dos amb una "f" en el centre), aquesta marca es podia veure tant en les peces de construcció com en la planta dels peus de les figures. Però també es troben peces marcades amb una "b", el logotip de Geobra Brandstätter GmbH, empresa alemanya propietària de Playmobil. D'aquesta manera es pot deduir que Famobil va fabricar peces amb motlles propis però també va utilitzar motlles alemanys, o bé rebia peces fabricades a Alemanya. A partir de 1983 van continuar apareixent figures amb el logotip de Famobil en caixes de Playmobil.
Centrant-nos en la figura de la joguina en concret, els clics fabricats a Onil amb motlles de Famobil es diferenciaven dels alemanys pel fet de portar el logotip de Famobil a la planta del peu esquerre al costat de la inscripció "Geobra". El «clic» de Famobil tindrà per tant una "f" en un cercle seguida de la paraula "geobra" mentre que en un «clic» de Playmobil s'apreciarà la "b" de Geobra. En l'altre peu sol aparèixer "1974", any en què es va registrar la peça.
Quant a les mans dels Famobil, sempre van ser rígides i del mateix color que el braç, excepte en alguna caixa de motoristes i en els nens, que sempre van tenir mans mòbils i de color rosa.
La referències fabricades per Famobil solen coincidir amb les de Playmobil d'Alemanya en la mateixa època, encara que existeixen referències pròpies de tots dos països.
Els productes Famobil són molt benvolguts pels col·leccionistes de Playmobil pel fet que la seva qualitat és similar a la de Playmobil i al fet que es van vendre exclusivament a Espanya i Portugal.

## Registre posterior de la marca Famobil
La joguetera Falomir va registrar la marca Famobil a Espanya en 2007 i, posteriorment, la murciana Boys Toys la va adquirir per a comercialitzar a partir de 2009 unes joguines de figures i tots els seus complements importats molt similars als del grup alemany. El 2013, a instàncies de Geobra, propietària de Playmobil que va presentar una demanda, el Jutjat del Mercantil núm. 2 d'Alacant va declarar nul·la la marca Famobil, “per incompatibilitat” amb les marques de Playmobil.